# Analyse orientée objet
L'analyse orientée objet (OOA en anglais) est une réflexion en amont de la création d'une application informatique. Son objectif est de modéliser les besoins des utilisateurs. Elle définit les objets et les liens qui les relient.